# Oratorio di San Jacopo
L'oratorio di San Jacopo è un edificio sacro che si trova a Fiesole in via San Francesco, all'interno del Palazzo Vescovile.

## Storia e descrizione
Dell'oratorio, inglobato nel Palazzo Vescovile, si hanno testimonianze a partire dal XIII secolo.
Ha la parete di fondo completamente affrescata con l'Incoronazione della Vergine e due teorie di Santi, opera tardogotica degli inizi del Quattrocento, in cui collaborarono due pittori, Bicci di Lorenzo e probabilmente Rossello di Jacopo Franchi, includente al centro un affresco con San Jacopo maggiore in veste di pellegrino, dipinto da Antonio Marini nel 1853.
È attualmente sede di una sezione del Museo d'arte sacra di Fiesole.

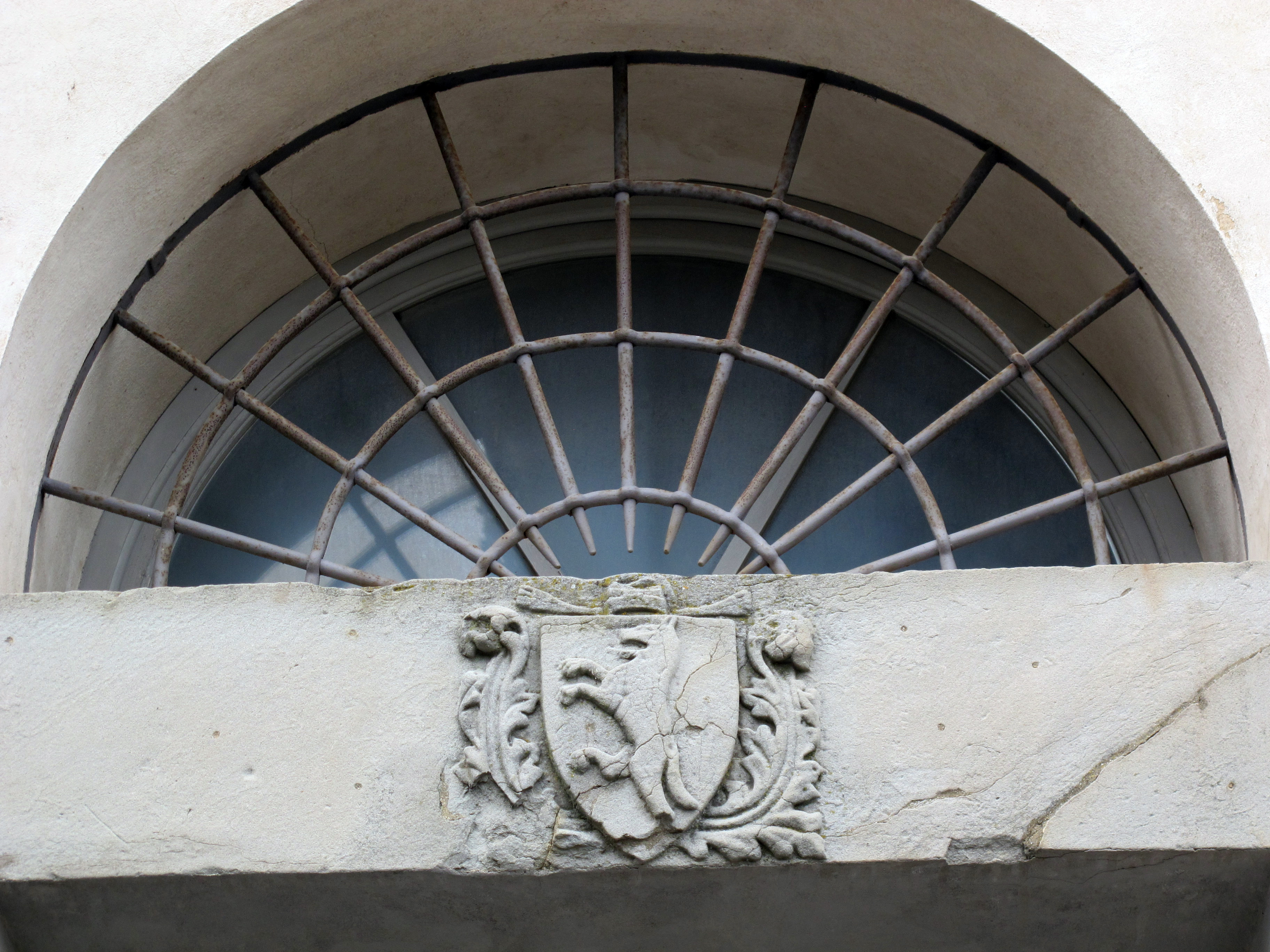
Stemma Altoviti